# Takeshobo
Takeshobo Co., Ltd. (株式会社竹書房?, Kabushiki-gaisha Takeshobō) è una casa editrice giapponese fondata da Kyōichirō Noguchi nel 1972.

## Riviste
- Ai no taiken Special DX (愛の体験スペシャルDX?) (mensile)
- Comic Marble (コミックマーブル?)
- Doki! (Dokiッ!?) (mensile)
- Doki! Special (Dokiッ!スペシャル?) (mensile)
- Gekiman Special (劇漫スペシャル?) (mensile)
- Gokinjo Scandal (ご近所スキャンダル?) (mensile)
- Hontō ni Atta Gyōten Scoop Manga Zukyun! (本当にあった仰天スクープまんがズキュン!?) (mensile)
- Hontō ni Atta Yukai na Hanashi (本当にあったゆかいな話?) (mensile)
- Jitsuwa Document (実話ドキュメント?) (mensile)
- Kaizoku No. 1 (海賊No.1?) (mensile)
- Kindai Mahjong (近代麻雀?) (bimensile)
- Kindai Mahjong Original (近代麻雀オリジナル?) (mensile)
- Manga Club (まんがくらぶ?) (mensile)
- Manga Club Original (まんがくらぶオリジナル?) (mensile)
- Manga Life (まんがライフ?) (mensile)
- Manga Life Momo (まんがライフMOMO?) (mensile)
- Manga Life Original (まんがライフオリジナル?) (mensile)
- Manga Life Selection (まんがライフセレクション?) (irregolare)
- Manga Pachinko 777 (漫画パチンコ777?) (mensile)
- Men's Street (メンズストリート?) (mensile)
- Namaiki! (Namaikiッ!?) (mensile)
- Pachi-slo Land (パチスロランド?) (mensile)
- Pachinko Land (パチンコランド?) (mensile)
- Pitaman (ビタマン?) (mensile)
- Reijin (麗人?) (bimensile)
- Ren'ai Tengoku Paradise (恋愛天国パラダイス?) (mensile)
- Suku Suku Paradise (すくすくパラダイス?)
- Super Pachi-slo 777 (スーパーパチスロ777?) (mensile)
- Tokkan Kaientai (特冊快援隊?) (mensile)
- Tokkan Shinsengumi DX (特冊新鮮組DX?) (mensile)
- Woman Gekijō (ウーマン劇場?) (mensile)
- Zōkan Tokkan Shinsengumi DX (増刊特冊新鮮組DX?) (mensile)